# Marius von Mayenburg
Marius von Mayenburg (n. en Múnich en 1972) es un dramaturgo, traductor y profesor alemán.
En 1994, Mayenburg comenzó sus estudios en el Hochschule der Künste de Berlín. Su primera obra Haarmann se realizó por primera vez en Baracke (Teatro Alemán de Berlín) en 1996.
"Feuergesicht" ("Cara de Fuego"), escrita en 1997, fue su salto a la fama como dramaturgo. La obra fue puesta en escena en Kammerspiele en Munich el año siguiente. Después se presentó en el Kleist Theater de Frankfurt y en el Deutsches Schauspielhaus en Hamburgo. La presentación en Hamburgo se llevó la mayor atención.
Por Feuergesicht Mayenburg fue premiado con el Kleistförderpreis für junge Dramatiker y el Preis der Frankfurter Autorenstiftung
- Aproximación estético-psicótica a la obra de Marius von Mayenburg - Teatro alemán - Finis Terrae Adolfo Vásquez Rocca - UNAM

## Obras
- Haarmann (1996)
- Fräulein Danzer (1996)
- Monsterdämmerung (1997)
- Feuergesicht  ("Cara de Fuego") (1997)
- Parasiten (1999)
- Das kalte Kind (2002)
- Eldorado (2004)
- Turista (2005)
- Augenlicht (2006)
- Der Häßliche (2007)
- Der Hund, die Nacht und das Messer (2008)